# بادخون باشت (بابويي)
بادخون باشت (بالفارسية: بادخون باشت) هي قرية تقع في إيران في قسم بابويي الريفي.